# Sin'gye-gun
Sin'gye-gun (koreanska: 신계군) är en kommun i Nordkorea.   Den ligger i provinsen Norra Hwanghae, i den södra delen av landet, 90 km sydost om huvudstaden Pyongyang.